# Postępowanie sprawdzające (ochrona informacji niejawnych)
Postępowanie sprawdzające – czynności i sprawdzenia mające na celu ustalenie, czy osoba sprawdzana daje rękojmię zachowania tajemnicy. Postępowanie rozpoczyna się od wypełnienia przez osobę ankiety bezpieczeństwa osobowego.
W zależności od stanowiska lub zleconej pracy, o które ubiega się dana osoba, przeprowadza się postępowanie sprawdzające:
- zwykłe – przy stanowiskach i pracach związanych z dostępem do informacji niejawnych oznaczonych klauzulą poufne

- poszerzone – przy stanowiskach i pracach związanych z dostępem do informacji niejawnych oznaczonych klauzulą tajne lub ściśle tajne.

Agencja Bezpieczeństwa Wewnętrznego, Służba Ochrony Państwa, Agencja Wywiadu, Służba Kontrwywiadu Wojskowego, Służba Wywiadu Wojskowego, Centralne Biuro Antykorupcyjne oraz Policja, Żandarmeria Wojskowa, Straż Graniczna i Służba Więzienna przeprowadzają samodzielne postępowania sprawdzające wobec osób ubiegających się o przyjęcie do służby lub pracy w tych organach oraz pełniących służbę lub zatrudnionych w tych organach i służbach.
Postępowanie sprawdzające kończy się wydaniem poświadczenia bezpieczeństwa, umorzeniem lub
odmową wydania takiego poświadczenia.